# Jill Clayburgh
Jill Clayburgh (Nova York, 30 d'abril de 1944 − Lakeville, Connecticut, 5 de novembre de 2010) va ser una actriu estatunidenca.

## Carrera
Va anar a les millors escoles gràcies a la bona situació econòmica de la seva família. En una d'elles va prendre la decisió de ser actriu. Va estudiar i va aprendre a actuar en el famós Charles Street Repertory Theater de Boston i es va traslladar novament a Nova York a finals de la dècada de 1960, on va actuar a diverses obres teatrals a Broadway.
El 1970 Clayburgh va començar la seva carrera cinematogràfica amb papers menors, però ja el 1972 va aconseguir el seu primer paper important. Uns anys més tard, el 1976, es va convertir en una famosa actriu gràcies a la seva interpretació a Una dona separada per la qual va obtenir una nominació al Premi Oscar. El 1979 va ser nominada novament a l'Oscar, per la seva actuació a Starting Over. Després d'un nou èxit el 1982 la seva carrera en el cinema va declinar en no rebre ofertes adequades.
A partir de llavors va aparèixer en pel·lícules de baix pressupost, però va treballar intensament i amb èxit en pel·lícules i minisèries per a la televisió. També va continuar actuant assíduament al teatre, medi en el qual va tenir sempre un sòlid reconeixement del públic i de la crítica. Els seus dots en la interpretació els va demostrar a la pel·lícula "Retalls de la meva vida".
Clayburgh va ser companya sentimental d'Al Pacino durant cinc anys. El 1979 es va casar amb David Rabe i va tenir dos fills.
Va morir als 66 anys per leucèmia a la seva llar a Lakeville, Connecticut.

## Filmografia

### Cinema
- 1969: The Wedding Party: Josephine
- 1971: The Telephone Book:
- 1972: Portnoy's Complaint: Naomi
- 1973: The Thief Who Came to Dinner: Jackie
- 1974: The Terminal man: Angela Black
- 1976: Gable and Lombard: Carole Lombard
- 1976: Silver Streak: Hilly Burns
- 1977: Semi-Tough: Barbara Jane Bookman
- 1978: Una dona separada (An Unmarried Woman) de Paul Mazursky: Erica
- 1979: La lluna (Luna) de Bernardo Bertolucci: Caterina Silveri
- 1979: Starting Over d'Alan J. Pakula: Marilyn Holmberg
- 1980: It's My Turn: Kate Gunzinger
- 1981: First Monday in October: Ruth Loomis
- 1982: I'm Dancing as Fast as I Can: Barbara Gordon
- 1983: Hanna K. de Costa-Gavras: Hanna Kaufman
- 1986: Where Are the Children?: Nancy Holder Eldridge
- 1987: Shy People: Diana Sullivan
- 1990: Oltre l'oceano: Ellen
- 1991: Pretty Hattie's Baby
- 1992: Whispers in the Dark: Sarah Green
- 1992: Le Grand Pardon 2 d'Alexandre Arcady: Sally White
- 1993: Naked in New York: Shirley, la mare de Jake
- 1993: Rich in Love: Helen Odom
- 1997: Going All the Way: Alma Burns
- 1997: Només els ximples s'enamoren (Fools Rush In): Nan Whitman
- 2001: Never Again: Grace
- 2001: Vallen: Ruth
- 2006: Running with Scissors: Agnes Finch
- 2010: Love and Other Drugs d'Edward Zwick: Sra. Randall
- 2011: Bridesmaids de Paul Feig: La mare d'Annie

### Televisió
- 1968: N.Y.P.D. (Sèrie TV): Una dona al parc
- 1969-1970: Search for Tomorrow (Sèrie TV): Grace Bolton
- 1972: The Snoop Sisters (Sèrie TV): Mary Nero
- 1973: Going Places (Sèrie TV): Gloria
- 1973: CBS Daytime 90 (Sèrie TV): Laurie Robbins
- 1974: Medical Center (Sèrie TV): Beverly
- 1974: Maude (Sèrie TV): Adele
- 1974: The Rockford Files (Sèrie TV): Marilyn Polonski
- 1975: Hustling (Telefilm): Wanda
- 1975: The Art of Crime (Telefilm): Dany
- 1976: Griffin and Phoenix (Telefilm): Sarah Phoenix
- 1986: Miles to Go (Telefilm): Moira Browning
- 1988: Who Gets the Friends? (Telefilm): Vikki Baro
- 1989: Fear Stalk (Telefilm): Alexandra Maynard
- 1990: Unspeakable Acts (Telefilm): Laurie Braga
- 1991: Reasing for Living: The Jill Ireland Story (Telefilm): Jill Ireland
- 1992: Trial: The Price of Passion (Telefilm): Juge Louise Parker
- 1992: Lincoln (Telefilm): Emilie Todd Helm (Voix)
- 1993: Firestorm: 72 Hours in Oakland: Anneliese Osborn
- 1994: Honor Thy Father and Mother: The True Story of the Menendez Murders (Telefilm): Kitty Menendez
- 1994: For the Love of Nancy (Telefilm): Sally Walsh
- 1995: The Face of the Milk Carton: Miranda Jessmon
- 1997: When Innocence Is Lost: Susan French
- 1997: Sins of the Mind: Eve
- 1997: Crowned and Dangerous: Cathy Stevens
- 1998: Law & Order (Sèrie TV): Sheila Atkins
- 1998: Frasier (Sèrie TV): Marie
- 1998: Trinity (Sèrie TV): Eileen McCallister
- 1999: Everything's Relative (Sèrie TV): Mickey Gorelick
- 1999: My Little Assassin (Telefilm): Alice Lorenz
- 1999-2001: Ally McBeal (Sèrie TV): Jeannie McBeal
- 2000: The Only Living Boy in New York (Telefilm): Kate
- 2002: Leap of Faith (Sèrie TV): Cricket Wardwell
- 2003: Phenomen II (Sèrie TV): Norma Malley
- 2004: The Practice (Sèrie TV): Victoria Stewart
- 2004: Nip Tuck (Sèrie TV): Bobbi Broderick
- 2007-2009: Dirty Sexy Money (Sèrie TV): Letitia Darling
- 2009: Untitled Family Plot (Telefilm): Claire

## Premis i nominacions

### Premis
- 1978. Premi a la interpretació femenina (Festival de Canes) per Una dona separada

### Nominacions
- 1975. Primetime Emmy a la millor actriu en programa especial dramàtic o còmic per Hustling
- 1979. Oscar a la millor actriu per Una dona separada
- 1979. Globus d'Or a la millor actriu dramàtica per Una dona separada
- 1979. BAFTA a la millor actriu per Una dona separada
- 1980. Oscar a la millor actriu per Starting Over
- 1980. Globus d'Or a la millor actriu musical o còmica per Starting Over
- 1980. Globus d'Or a la millor actriu dramàtica per La lluna
- 1982. Globus d'Or a la millor actriu musical o còmica per First Monday in October
- 2005. Primetime Emmy a la millor actriu convidada en sèrie dramàtica per Nip/Tuck